# Don Chandler
Donald Gene „Don“ Chandler (* 5. September 1934 in Council Bluffs, Iowa; † 11. August 2011 in Tulsa, Oklahoma) war ein US-amerikanischer American-Football-Spieler. Er spielte als Punter und Kicker in der National Football League (NFL) bei den New York Giants und den Green Bay Packers.

## Spielerlaufbahn

### Collegekarriere
Der 1934 in Iowa geborene Chandler wuchs in Tulsa, Oklahoma, auf und besuchte dort die High School. Nach seinem Schulabschluss studierte er zunächst am Bacone College, wechselte dann aber zur University of Florida, für deren Footballmannschaft, den Florida Gators, er in den Jahren 1954 und 1955 als Halfback, Punter und Kicker spielte. 1955 war er mit einem durchschnittlichen Raumgewinn von 43,6 Yards pro Punt der landesweit beste Spieler auf dieser Position.

### Profikarriere
Nach seinem Studienabschluss wurde Don Chandler von den New York Giants 1956 in der fünften Runde an 57. Stelle gedraftet. Die Giants setzten Chandler als Punter ein. In seinem ersten Spieljahr konnte er mit seinem Team die NFL-Meisterschaft gewinnen. Die Giants schlugen im NFL-Endspiel die Chicago Bears mit 47:7. Im Jahr 1958 stellte er mit 65 Punts mit denen er einen Raumgewinn von 2859 Yards erzielen konnte die Saisonbestleistung auf. Seine Mannschaft zog in diesem Jahr erneut in das NFL-Endspiel ein, scheiterte dort aber an den Baltimore Colts mit 17:23. Das Spiel war die erste Begegnung in der NFL, welches in der Verlängerung entschieden wurde. Nach der regular Season 1959 und 1961 zog Chandler zum dritten und vierten Mal in das Meisterschaftsspiel ein, erneut unterlagen die Giants 1959 den Colts, diesmal mit 31:16, 1961 mussten sie sich mit 37:0 den Green Bay Packers geschlagen geben.
Ab 1962 setzten die Giants Chandler auch als Kicker ein. Im selben Jahr spielte er in seinem fünften NFL-Endspiel. Erneut verloren die Giants gegen die Packers. Bei der 7:16-Niederlage seiner Mannschaft konnte Chandler einen Point after Touchdown (PAT) verwandeln. 1963 war Chandler der statistisch beste Kicker in der NFL und konnte 106 Punkte erzielen. Damit verhalf er seinem Team zum nächsten Einzug in das NFL-Endspiel. Erneut scheiterte man dort an den Packers, die sich mit 14:10 durchsetzen konnte. Mit einem Fieldgoal und einem PAT konnte Don Chandler die Niederlage seiner Mannschaft nicht verhindern.
Vor der Spielrunde 1965 wechselte Chandler zu den von Vince Lombardi trainierten Green Bay Packers. Er sollte mit den Packers außerordentlich erfolgreich bleiben. In seinem ersten Spieljahr zog er sofort in die Play-offs ein, wo seine neue Mannschaft gegen die Baltimore Colts antreten musste. Bis kurz vor Spielende führten die Colts mit 10:7. Chandler konnte mit einem Fieldgoal das Spiel ausgleichen, allerdings trat er den Ball neben die Torstange, was von den Schiedsrichtern übersehen wurde. Die Packers konnten das Spiel dann in der Verlängerung mit einem zweiten Fieldgoal von Chandler mit 13:10 gewinnen. Die Fehlentscheidung der Schiedsrichter waren Anlass für eine Regeländerung in der NFL. Ab der Saison 1966 standen zwei Schiedsrichter neben den beiden Torpfosten. Beide müssen entscheiden, ob das Field Goal regulär erzielt wurde. Im NFL-Endspiel erzielte Chandler dann zwei Field Goals beim 23:12-Sieg gegen die Cleveland Browns.
Die Packers gewannen auch in den nächsten beiden Jahren die NFL-Meisterschaftsspiele. 1966 traf man in den Play-offs auf die Dallas Cowboys und gewann mit 34:27. Chandler verwandelte in dem Spiel vier PAT. Der Sieg bedeutete den Einzug in das AFL-NFL Championship Game, später in Super Bowl umbenannt. Die Packers konnten im Super Bowl I fünf Touchdowns gegen die Kansas City Chiefs erzielen, die dazugehörenden PAT wurden von Chandler alle verwandelt und die Packers verließen mit einem 35:10-Sieg das Spielfeld. Auch den Super Bowl II sollte Chandler mit dem Team aus Green Bay gewinnen. Im NFL-Endspiel traf man erneut auf die von Tom Landry betreuten Cowboys, nachdem die Mannschaft zuvor die Los Angeles Rams mit 28:7 in den Play-offs besiegt hatte. Das Spiel gegen das Team aus Dallas wurde in Green Bay bei −25 Grad Celsius ausgetragen und sollte als Ice Bowl in die Geschichte der NFL eingehen. Die Cowboys waren im Spiel lange Zeit ein gleichwertiger Gegner, erst wenige Sekunden vor Spielende konnte der Quarterback der Packers Bart Starr das Spiel mit einem Touchdown entscheiden. Die Packers konnten insgesamt drei Touchdowns in dem Spiel erzielen, Chandler verwandelte die entsprechenden PAT. Gegner im anstehenden Super Bowl II waren die Oakland Raiders. Chandler hatte in seinem letzten Profispiel einen sehr guten Tag. Ihm gelangen vier Fieldgoals und drei PAT, womit er insgesamt 15 Punkte zum 33:14 seiner Mannschaft beitrug. Unmittelbar nach dem Spiel beendete Chandler seine Laufbahn. Don Chandler ist auf dem Memorial Park Cemetery in Tulsa beerdigt.

## Ehrungen
Don Chandler spielte in einem Pro Bowl, dem Abschlussspiel der besten Spieler einer Saison. Er wurde dreimal zum All-Pro gewählt und ist Mitglied im NFL 1960s All-Decade Team, in der Oklahoma Sports Hall of Fame, in der Green Bay Packers Hall of Fame und in der University of Florida Athletic Hall of Fame.